# Sirius Black
Sirius Black este un personaj fictiv din seria de cărți Harry Potter scrisă de J. K. Rowling. În ecranizarea romanelor, rolul adultului Sirius Black este interpretat de actorul Gary Oldman, iar rolul adolescentului Sirius de către James Walters.

### Familia
Sirius Black, poreclit Amprentă, este ultimul moștenitor al Casei Black cândva notabilă casă de sânge pur din familiile vrăjitorilor. Locuința familiei Black este la numărul doisprezece, Grimmauld, Londra. Conține multe artefacte de origine dubioasă. Motto-ul familiei Black este Toujours Pur, în franceză "Întotdeauna/Stil Pur", pentru că familia Black a fost una dintre puținele familii rămase liniile de sânge complet pur. Cum este descris în arborele lor genealogic, familia Black este amestecată cu alte câteva familii de sânge-pur, iar toate vrăjitoarele și toți vrăjitorii din familie sunt obligați de să-și mențină sângele-pur. Din acest motiv, s-a constatat că cea mai mare parte rămasă a familii de sânge-pur o au interdependenții. Familia Black este legată de aproape toate familiile. Ultimele câteva generații a familiei Black se duc apoi la înapoi la Phineas Nigellus Black și Flint Ursula. Familia Black a crezut în ideea lui Cap-de-Mort de "purificare a rasei vrăjitorești", dar mulți, precum părinții lui Sirius, s-au abținut în mod deschis. Prin susținerea dată de ei, au văzut ceea ce el a fost dispus să facă pentru putere.  Sirius, de la începutul vieții, s-a dovedit a fi nefericit; el a ajuns să-și urască familia, în mod special pe mama sa. El și-a respins familia cu sânge pur deoarece admirau și venerau Magia Neagră. Mama lui îi arde numele din arborele genealogic al familiei. Fratele lui Sirius a fost Devorator al Morții, motiv pentru care a și murit. Mai are și alte rude în viață, cum ar fi Narcissa Malfoy și Bellatrix Lestrange, ambele căsătorite cu membri ai altor familii cu sânge pur. De asemenea, mai are și alte rude, membri renegați ai familiei Black (de exemplu Andromeda si Nymphadora Tonks). Din punct de vedere financiar primește de la Unchiul Alphard un testament generos.

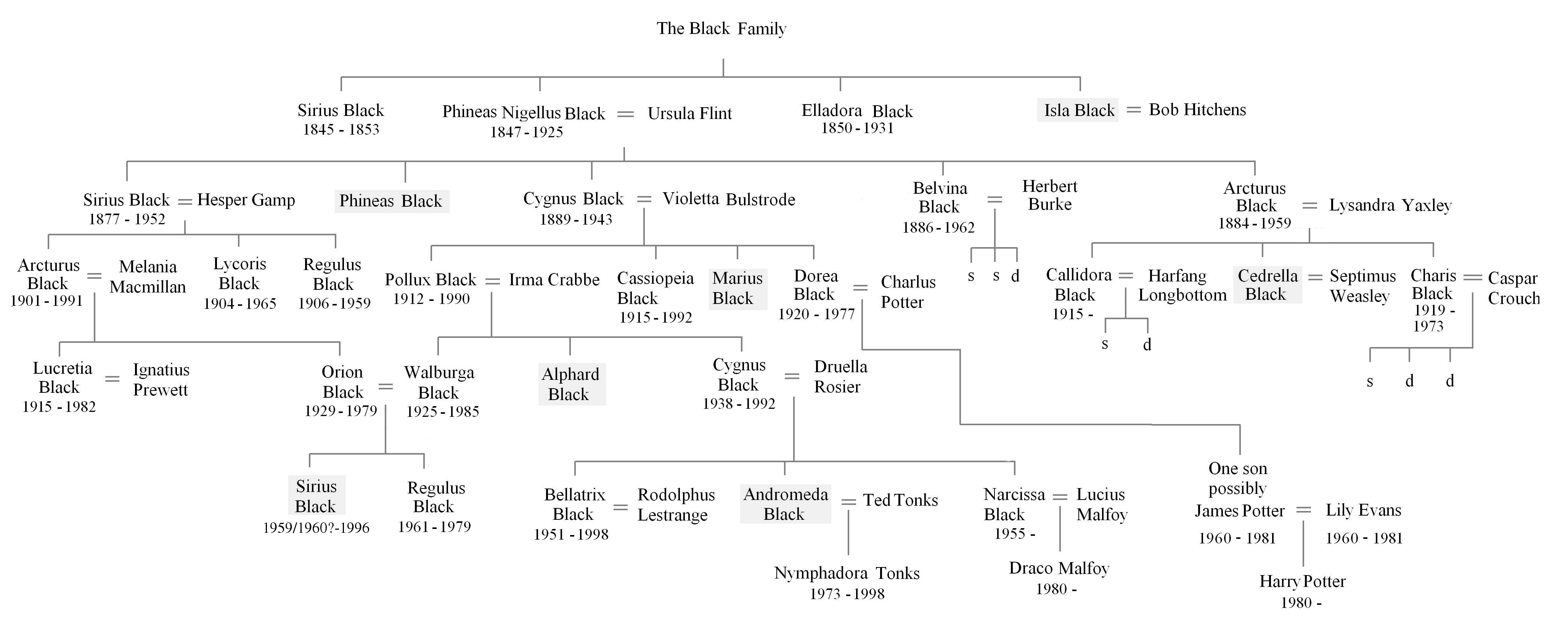

### Hogwarts
Pentru Sirius, Hogwarts reprezenta adevărata lui casă. Vacanțele de vară, în care trebuia să se întoarcă în Casa Cumplită, erau un adevărat chin. Chiar dacă toată familia lui a fost în casa Viperinilor, Sirius este la Cercetași, ceea ce îl desparte și mai mult de ei. Sirius se bucură de viața de la Hogwarts, unde este nedespărțit de prietenii lui cei mai buni: James, Lupin și Pettigrew. El pleacă de acasă la vârsta de șaisprezece ani și se refugiază la James și la părinții lui.

### Corn, Amprentă, Lunaticul și Șobo
Deoarece Remus Lupin era om-lup și trebuia să se ducă singur la Conacul din Hogsmeade la fiecare lună plină, Sirius și James au avut ideea de a se transforma în Animagi nedeclarați. Sirius este câine, James cerb, iar Peter șobolan. De aici vin și poreclele lor. Toți profesorii îi cunoșteau pe Black și Potter ca fiind cei mai obraznici elevi din câți au fost la Hogwarts. Doar gemenii Weasley li se aseamănă. Totuși, nimeni nu a știut de faptul că au devenit Animagi și nici de Harta Ștrengarilor (Marauders Map), descoperită ulterior de Fred și George.

### Sirius și James
După ce pleacă de la școală, el rămâne bun prieten cu James și este prezent la nunta lui James cu Lily din postura de cavaler de onoare. Când se naște Harry, Sirius este numit nașul lui. Tot de la el, Harry primește și prima lui mătură, la varsta de un an. Când familia Potter se ascunde de Cap-de-Mort, Sirius sugerează să-l pună pe Peter Pettigrew ca Păstrătorul Secretelor, crezând că Cap-de-Mort îl va urmări pe el în locul lui. Pettigrew, totusi ii tradeaza pe sotii Potter.

### Sirius la Azkaban
Când Pettigrew i-a trădat pe James și pe Lily și au fost omorâți de Cap-de-Mort, Sirius îl urmărește pe Pettigrew. În timpul discuției Pettigrew își înscenează moartea și omoară doisprezece Încuiați, sugerând că Sirius i-a trădat pe cei din familia Potter . Sirius este arestat și băgat la închisoare. Spre deosebire de alți prizonieri din Azkaban, Sirius este capabil să rămână sănătos deoarece știe că e nevinovat. Sirius este primul vrajitor care reușește de evadeze de la Azkaban: mai întâi îi cere lui Cornelius Fudge un ziar, unde îl vede pe Peter transformat în șobolan, stând pe umarul lui Ron. Apoi se transformă în câine, trece de gratii și de Dementori și în final înoată de pe insula închisorii până în Anglia. Evadarea sa alarmează toată populația vrăjitorească, Dementorii fiind trimiși la Hogwarts după el. După câteva încercări eșuate de a intra în școala, el reușește să se apropie de Harry, Ron și Hermione și, împreună cu Lupin și Pettigrew le dovedește că este nevinovat. Găsit de Snape, este prins, dar reușește să scape călare pe Buckbeak și atunci își începe viața de fugar. Sirius ajută Ordinul Phoenix făcându-i rost de un sediu după ce numele îi este reabilitat. Sediul este chiar casa Black, moștenită de el după ce toți ceilalți membri ai familiei mor.